# Lincoln Park
Lincoln Park é um parque de Chicago, em Illinois, Estados Unidos. Com área total de 4,9 km², é um dos principais parques da cidade e está localizado ao longo do litoral do Lago Michigan, sendo assim batizado devido ao fato de que Abraham Lincoln  passou grande parte de sua vida no estado de Illinois.

## História
A região de Lincoln Park era antes um pequeno cemitério público, para onde eram levados os corpos de vítimas de varíola e cólera. Preocupada com a questão de saúde pública, a população local passou a exigir o fechamento do cemitério no início da década de 1850. Em 1860, a prefeitura isolou uma pequena seção do cemitério, chamando-a de "Lake Park". Pouco tempo depois, o local foi renomeado para "Lincoln Park" em homenagem ao Presidente Abraham Lincoln, assassinado pouco tempo antes. Durante esse período um jardineiro chamado Swain Nelson desenvolveu o primeiro projeto do que mais tarde seria o parque. 
A partir de 1869, sob a direção da "Lincoln Park Comission", os corpos foram exumados e transferidos para outros cemitérios da região - fato que permitiu a expansão da área do parque. Também foram construídos quebra-mares, com a finalidade de proteger os jardins das ondas do Lago Michigan. Após vários projetos de expansão, em 1950, o parque atingiu sua área atual de 1,208 acres.

## Atrações
Possui um zoológico, de acesso livre à população o ano inteiro, além de inúmeras facilidades esportivas e residenciais, e uma pista de golfe. Uma Apple Retail Store se encontra hoje no meio do parque. 

### Conservatório
O Lincoln Park Conservatory é um grande jardim botânico no interior do parque. Foi aberto em 1877m e até hoje é um dos principais centros de botânica de Chicago. A estrutura é rodeada por um majestoso jardim: o "Great Garden", um dos mais antigos parques públicos da cidade e que conserva várias esculturas famosas, como a de William Shakespeare (pelo escultor William Ordway Partridge) e o "Schiller Monument", em homenagem a Friedrich Schiller.